# Société Académique Arts-Sciences-Lettres
De Société Académique Arts-Sciences-Lettres, voluit Société Académique d'Éducation et d'Encouragement Couronnée par l'Académie française Arts, Sciences et Lettres ('Academische Vereniging voor Onderwijs en Aanmoediging, bekroond door de Franse Academie, voor Kunsten, Wetenschappen en Letteren') werd opgericht in 1915 met als doel de promotie van de Franse cultuur te bevorderen.
Het instituut hanteert zelf de naam Arts-Sciences-Lettres (ASL).
In tegenstelling tot de in 1957 ingestelde Franse Orde van Kunsten en Letteren (Ordre des Arts et des Lettres) gaat het niet om een door de overheid ingestelde orde, maar om een particulier initiatief. De onderscheidingen die ASL uitreikt dienen ook niet verward te worden met de Prix de l'Académie française.

## Doel en middelen
Het instituut streeft naar erkenning en promotie van personen die door hun talent en hun werk bijdragen aan de invloed van (de Franse) cultuur, op zowel artistiek, literair als wetenschappelijk gebied. Het instituut heeft wereldwijd in 22 landen afgevaardigden die helpen bij de totstandkoming van internationale culturele uitwisselingen. Sinds 2013 is Susanna Veerman de afgevaardigde voor Nederland.

Oorspronkelijk was het instituut georganiseerd als een orde van verdienste en omvatte drie rangen: ridder, officier en commandeur. Elk lid in een van deze rangen ontving een erekruis aan een lint.

Ridder ASL
Officier ASL
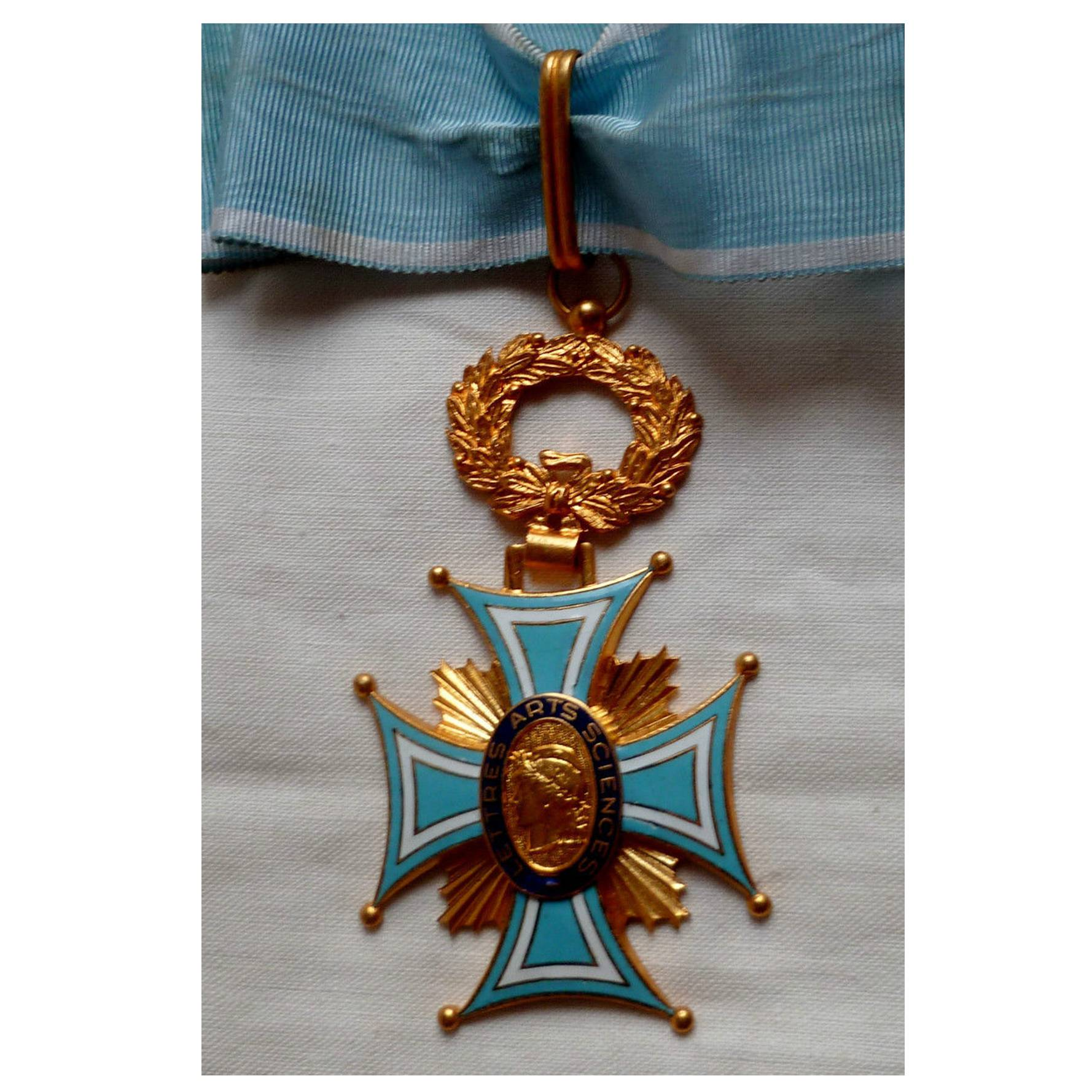
Commandeur ASL

### Medailles
Het instituut kent nu Platina, Gouden, Vergulde, Zilveren, Tinnen en Bronzen Medailles in de vorm van een penning toe aan Franse en niet-Franse personen die hebben bijgedragen aan de verspreiding van de Franse cultuur.
Om in aanmerking te komen voor een medaille dient men door derden voorgedragen te worden bij de afgevaardigde van het instituut (al gebeurde het in het verleden wel dat men zichzelf kandideerde). Op basis van een door de afgevaardigde ingediende portfolio met het bewijs van de geleverde prestaties van de kandidaat beslist het bestuur over de toekenning en de klasse van de onderscheiding. De medaille gaat vergezeld van een diploma met het motto: Honneur et reconnaissance aux hommes de valeur ('Eer en erkenning aan mensen van waarde').
Om in aanmerking te komen voor een volgende medaille moet de kandidaat opnieuw voorgedragen worden op basis van nieuwe prestaties. Bovendien moet sinds de laatste toekenning een minimumperiode zijn verstreken van:
- twee jaar tussen de Bronzen medaille en de Tinnen medaille
- vier jaar tussen de Tinnen medaille en de Zilveren medaille
- vijf jaar tussen de Zilveren medaille en de Vergulde medaille
- acht jaar tussen de Vergulde medaille en de Gouden medaille
- tien jaar tussen de Gouden medaille en de Platina medaille

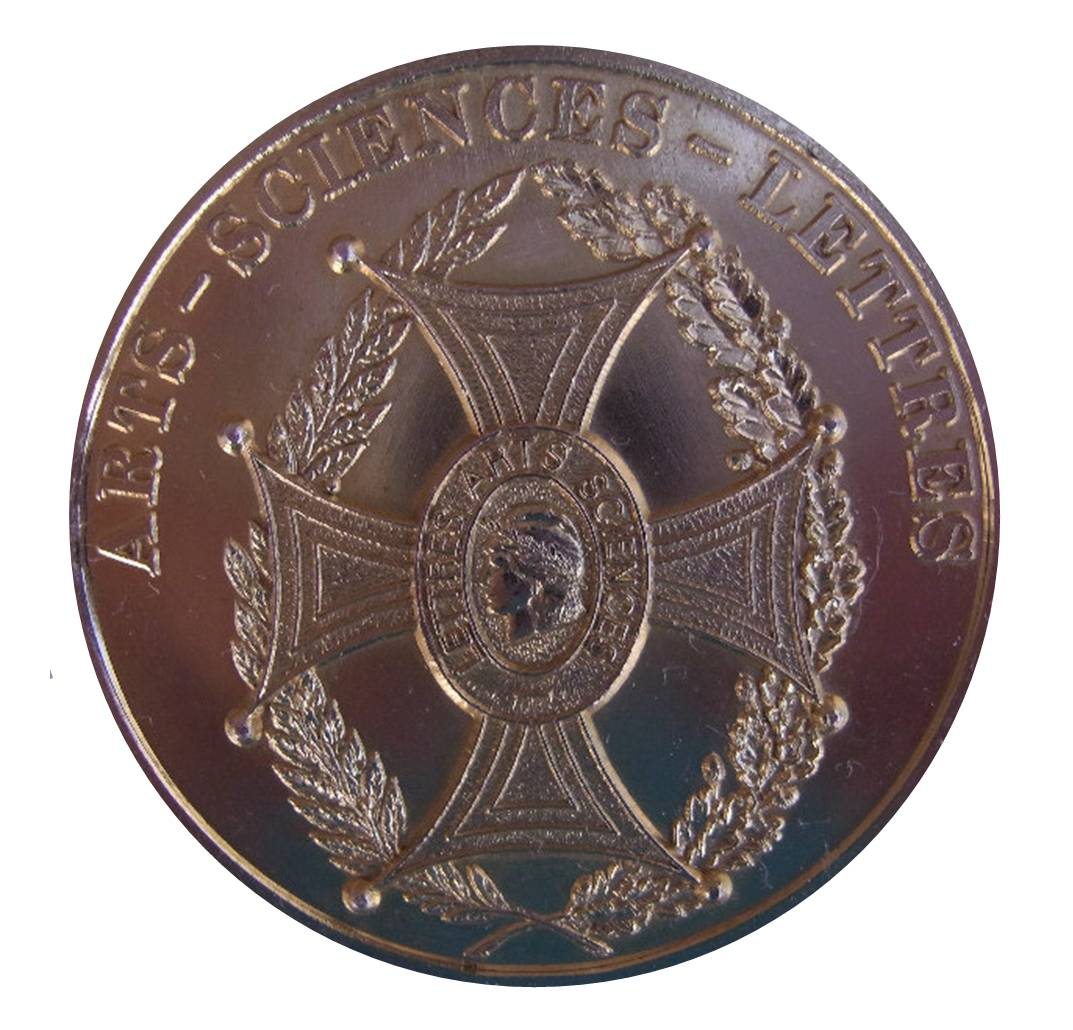
De Bronzen medaille
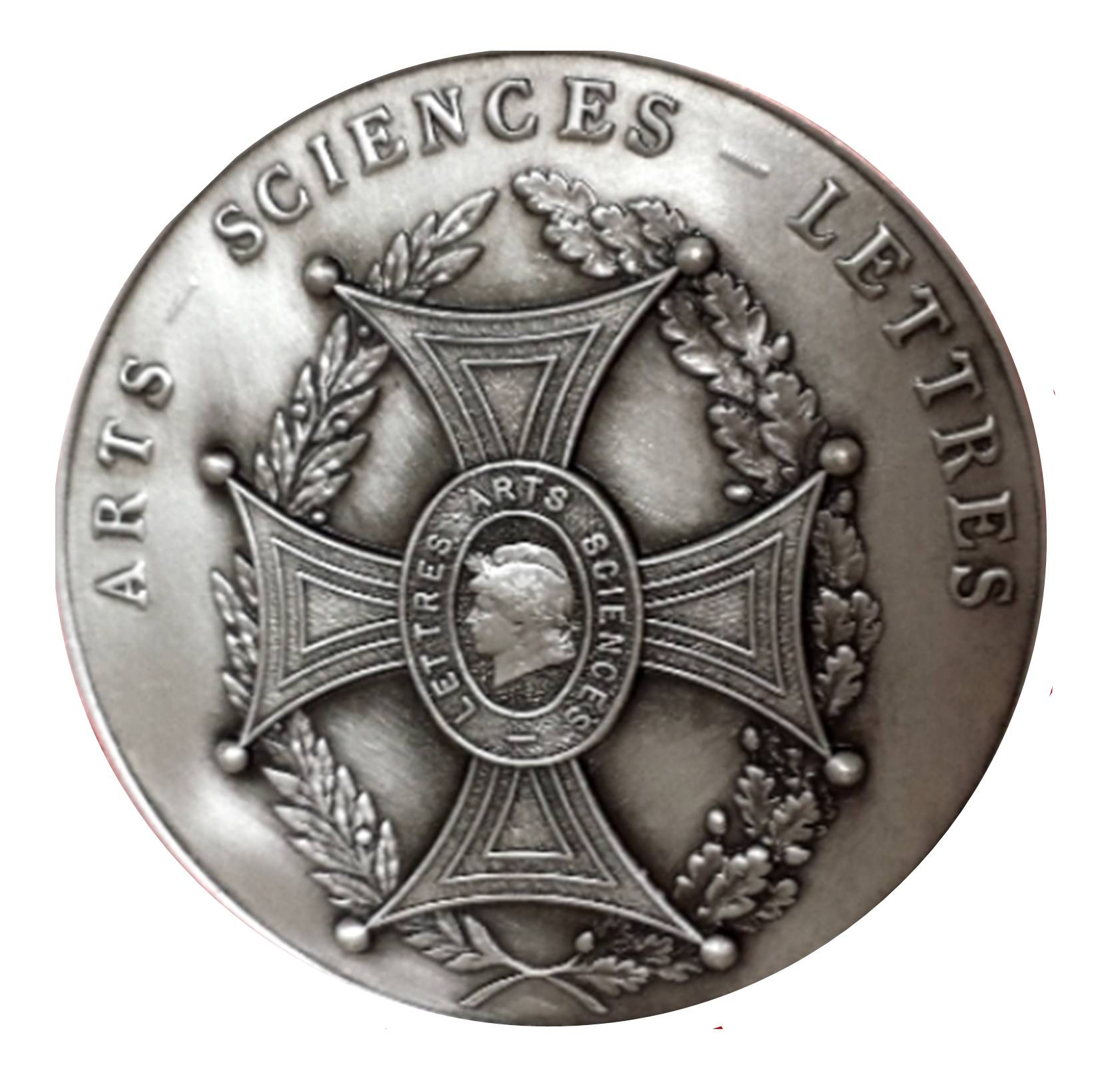
De Tinnen medaille
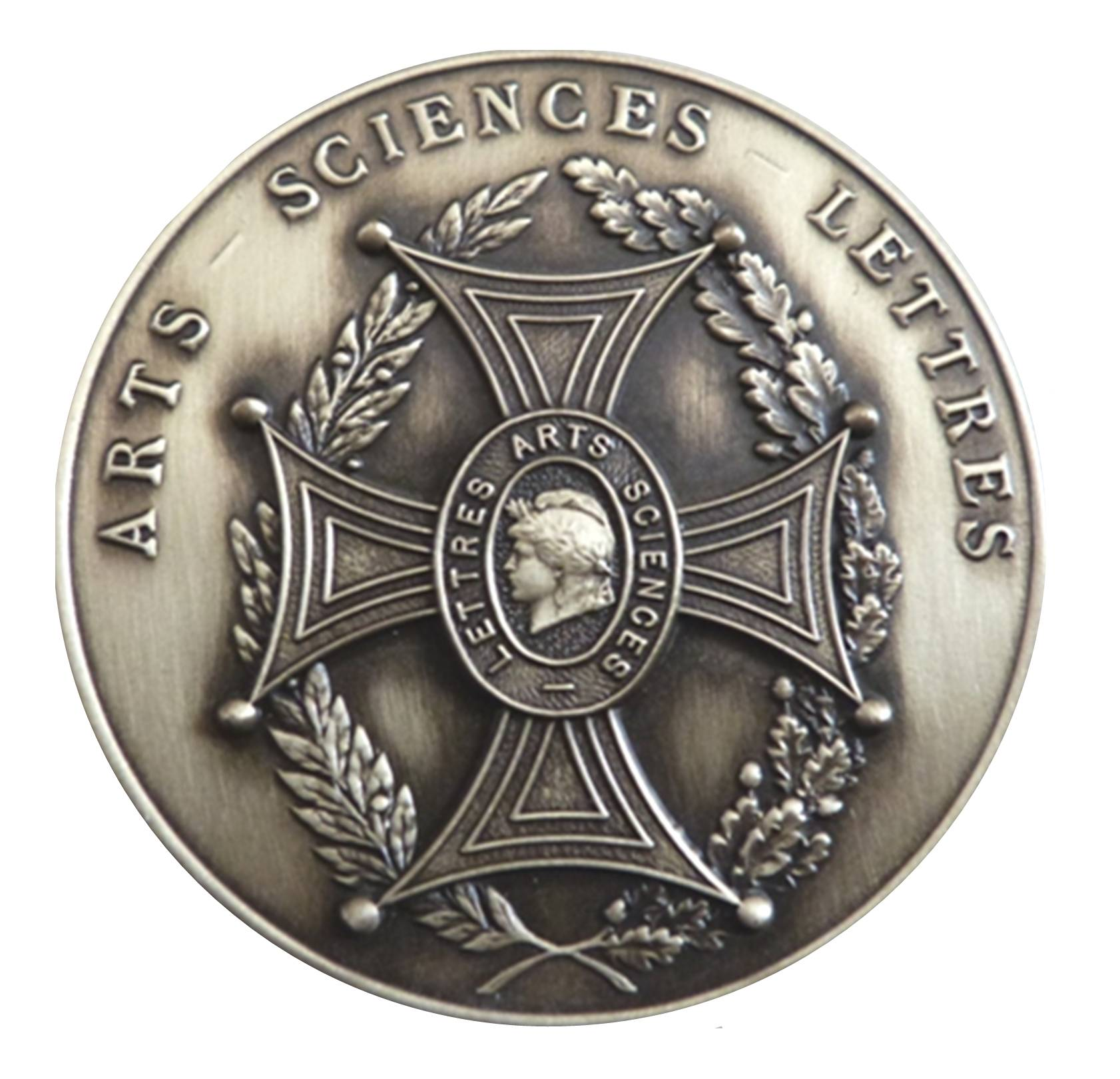
De Zilveren medaille
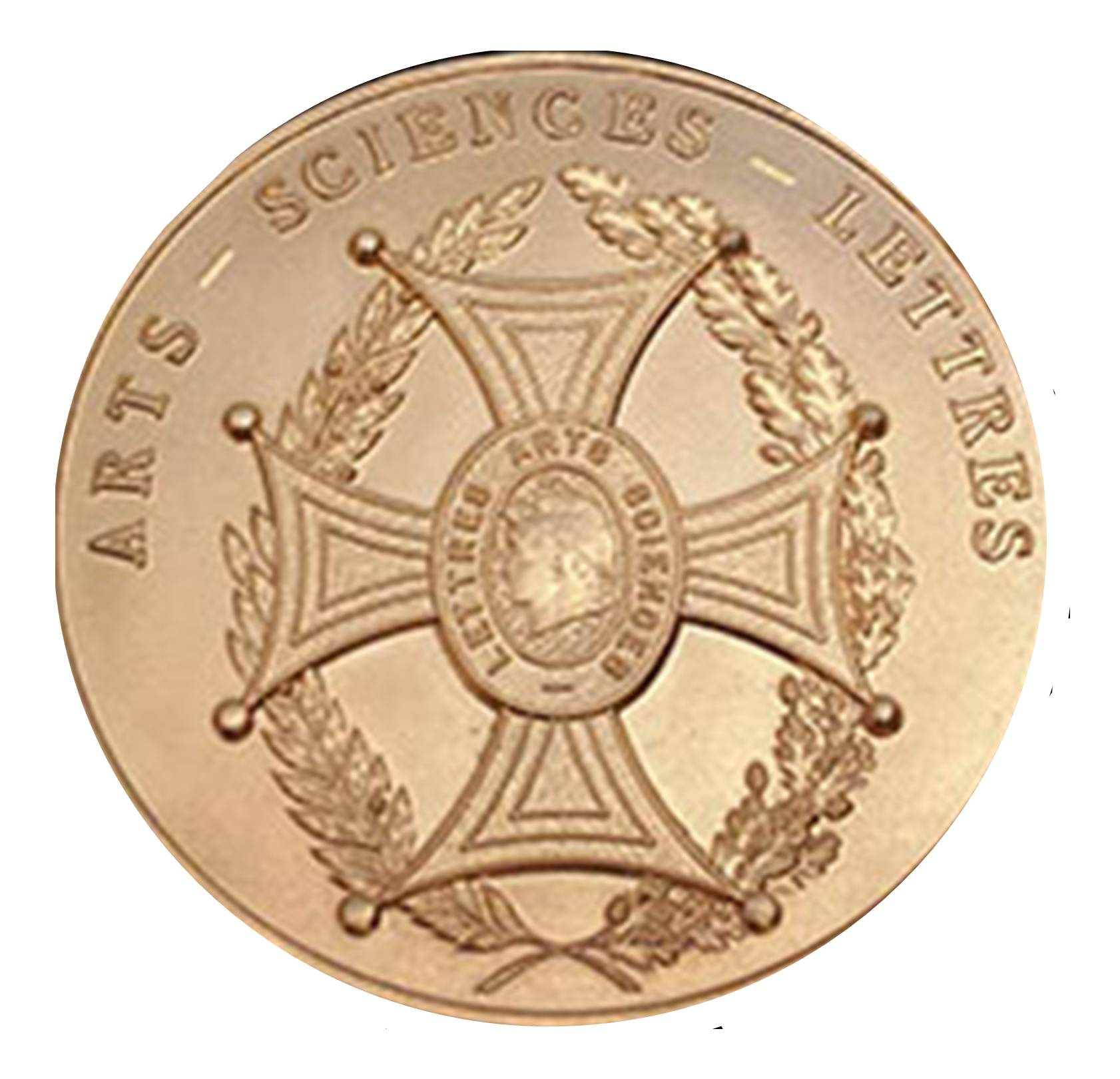
De Vergulde medaille

### Grande médaille d'Or en Grand prix des Lettres
Een speciale onderscheiding (à titre exceptionnel) is de Grote Gouden medaille (Grande médaille d'Or) met een ereplaquette, die slechts bij besluit van het bestuur wordt uitgereikt. Bekende personen die sinds 1915 deze onderscheiding hebben ontvangen zijn Koningin Elisabeth van België, Nobelprijswinnaars Albert Schweitzer, Pierre Curie en Marie Curie, 'vader van de cinema' Louis Lumière, dirigent Yehudi Menuhin, pilote Jacqueline Auriol, componisten Marcel Dupré en Oliver Messiaen, ontdekkingsreiziger Jacques-Yves Cousteau en ballonvaarder Bertrand Piccard.
Daarnaast kent men een Grand prix des Lettres (voor klassieke en vrije poëzie, verhalen en korte verhalen) en een beurs voor Schone Kunsten (schilderij, beeldhouwkunst, gravure, fotografie) toe.

## Nederlandse onderscheidingen Arts-Sciences-Lettres

### Nederlandse organisten
|    | NAAM                           | JAAR             | MEDAILLE               |
| 1  | Feike Asma (1912-1984)         | 1964, 1975       | Zilver, Verguld        |
| 2  | Simon C. Jansen (1911-1980)    | 1971             | Zilver                 |
| 3  | Wim van der Panne (1930-1989)  | 1971             | Zilver                 |
| 4  | Jean Wolfs (1927-2003)         | 1972             | Zilver                 |
| 5  | Louis Toebosch (1916-2009)     | 1977             | Zilver                 |
| 6  | Ben van Oosten (1955)          | 1980, 1987,1998  | Brons, Zilver, Verguld |
| 7  | Jaap Hillen (1923-2008)        | 1983             | Zilver                 |
| 8  | Folkert Grondsma (1944-2000)   | 1983, 1992       | Brons, Zilver          |
| 9  | Herman van Vliet (1941-2018)   | 1983, 1991, 1998 | Brons, Zilver, Verguld |
| 10 | Albert de Klerk (1917-1998)    | 1984             | Zilver                 |
| 11 | Johan Th. Lemckert (1940)      | 1985             | Zilver                 |
| 12 | Piet van der Steen (1943)      | 1985, 1998       | Zilver, Verguld        |
| 13 | Stoffel van Viegen (1916-1998) | 1988             | Zilver                 |
| 14 | Charles de Wolff (1932-2011)   | 1988, 1998       | Brons, Zilver          |
| 15 | Geert Bierling (1956)          | 1989             | Zilver                 |
| 16 | Jos van der Kooy (1951)        | 1989, 2000       | Zilver, Verguld        |
| 17 | Ton van Eck (1948)             | 1990, 1999, 2006 | Brons, Zilver, Verguld |
| 18 | Klaas Jan Mulder (1930-2008)   | 1990, 2005       | Zilver, Verguld        |
| 19 | Thijs Kramer (1938-2021)       | 1991             | Zilver                 |
| 20 | Jaap Kroonenburg (1948)        | 1991, 2005       | Zilver, Verguld        |
| 21 | Koos Bons (1921-1996)          | 1992             | Zilver                 |
| 22 | Aad van der Hoeven (1941)      | 1992             | Zilver                 |
| 23 | Henk Klop (1946-2017)          | 1992             | Zilver                 |
| 24 | Jan van Westenbrugge (1948)    | 1992             | Brons                  |
| 25 | Dirk S. Donker (1941)          | 1993             | Zilver                 |
| 26 | Peter Eilander (1957)          | 1993, 2006       | Brons, Zilver          |
| 27 | Margreeth Chr. de Jong (1961)  | 1994             | Zilver                 |
| 28 | Ewald Kooiman (1938-2009)      | 1995             | Verguld                |
| 29 | Hendrik Kooiker (1948)         | 1995             | Zilver                 |
| 30 | Sander van Marion (1938)       | 1996, 2003, 2012 | Zilver, Verguld, Goud  |
| 31 | Petra Veenswijk                | 1996             | Zilver                 |
| 32 | Henk G. van Putten (1946)      | 1997             | Zilver                 |
| 33 | Anton Doornhein (1960)         | 1997, 2004       | Brons, Zilver          |
| 34 | René Verwer (1953)             | 1999, 2010       | Zilver, Verguld        |
| 35 | Bram Beekman (1949-2016)       | 2000             | Zilver                 |
| 36 | Willem Tanke (1959)            | 2000             | Zilver                 |
| 37 | Gemma Coebergh (1945)          | 2000             | Zilver                 |
| 38 | Christine Kamp (1966)          | 2002             | Zilver                 |
| 39 | Gerrie Meijers (1961)          | 2002             | Zilver                 |
| 40 | Tjeerd van der Ploeg (1958)    | 2002             | Zilver                 |
| 41 | Jan Verschuren (1962)          | 2002             | Zilver                 |
| 42 | Aart Bergwerff (1961)          | 2003             | Zilver                 |
| 43 | Theo Jellema (1955)            | 2003             | Zilver                 |
| 44 | Gijsbert Lekkerkerker (1947)   | 2003, 2014       | Zilver, Verguld        |
| 45 | Jan van Wingerden (1950)       | 2003             | Zilver                 |
| 46 | Albert van der Hoeven (1963)   | 2004             | Zilver                 |
| 47 | Fons Pieters                   | 2004             | Zilver                 |
| 48 | Dirk Out (1949)                | 2005             | Zilver                 |
| 49 | Leo van Doeselaar (1954)       | 2006             | Zilver                 |
| 50 | Jan Hage (1964)                | 2006             | Zilver                 |
| 51 | Gert Oost (1942-2009)          | 2007             | Zilver                 |
| 52 | Susanna Veerman (1975)         | 2007, 2013       | Zilver, Verguld        |
| 53 | André de Jager (1964)          | 2007, 2014       | Brons, Zilver          |
| 54 | Marieke Stoel (1956)           | 2007             | Brons                  |
| 55 | Ad van Pelt (1960)             | 2007             | Brons                  |
| 56 | Hayo Boerema (1972*)           | 2009             | Zilver                 |
| 57 | Aart de Kort (1961)            | 2009             | Zilver                 |
| 58 | Everhard Zwart (1958)          | 2009             | Zilver                 |
| 59 | Gonny van der Maten (1959)     | 2009             | Brons                  |
| 60 | Gustaaf Schulz (1957)          | 2010             | Brons                  |
| 61 | Wim Does (1964)                | 2013             | Zilver                 |
| 62 | Arjan Breukhoven (1962)        | 2014             | Zilver                 |
| 63 | Erik Jan Eradus (1980)         | 2014             | Zilver                 |
| 64 | Tom Reijnaerdts (1955)         | 2014             | Zilver                 |
| 65 | Simon Stelling (2017)          | 2017             | Goud                   |
| 66 | Ad van Sleuwen (1950)          | 2018             | Verguld                |
| 67 | Jos Laus (1953)                | 2019             | Verguld                |

### Overige Nederlanders
|    | NAAM                            | JAAR                   | MEDAILLE                     | BEROEP                                                 |
| 1  | Jos Vranken Jr.                 | ?                      | Zilver                       | Dirigent                                               |
| 2  | Marius Monnikendam(1896-1977)   | ca. 1965               | Zilver, Verguld              | Componist, Nederlands gedelegeerde ASL                 |
| 3  | Henk Badings (1907-1987)        | 1965                   | ?                            | Componist                                              |
| 4  | Jan Masséus (1913-1999)         | 1972                   | Zilver                       | Componist                                              |
| 5  | Ber Joosen (1924 - 2004)        | 1973                   | Zilver                       | Koordirigent                                           |
| 6  | Marie-Cécile Moerdijk (1929)    | 1981                   | Zilver                       | Zangeres                                               |
| 7  | Hella Haasse (1918-2011)        | 1984                   | Zilver                       | Schrijfster                                            |
| 8  | Wouter van Gool (1911-1990)     | 1988                   | Zilver                       | Nederlands gedelegeerde ASL                            |
| 9  | Jan W. van Spronsen (1928-2008) | 1988, 2008             | Zilver, Goud                 | Redacteur, Nederlands gedelegeerde ASL                 |
| 10 | Klaas Schippers (1943-2015)     | 1989, 2004             | Brons, Verguld               | Journalist, Fotograaf                                  |
| 11 | Marieke Bouman (1933)           | 1996                   | Zilver                       | Beeldend kunstenaar                                    |
| 12 | Vincent de Vries (1969)         | 2003                   | Zilver                       | Organist te Seoul, Zuid Korea                          |
| 13 | Roelofje van Opzeeland (1942)   | 2003, 2007, 2013       | Brons, Zilver, Verguld       | Beeldend kunstenaar, Dichter                           |
| 14 | Wyneke Jordans (1953)           | 2006                   | Zilver                       | Pianiste                                               |
| 15 | Lieke van Vliet-Domburg         | 2009                   | ?                            | CD-label Festivo                                       |
| 16 | Piet Bron sr.                   | 2009                   | Brons                        | Voor het bijeenbrengen van de werken van F.A. Guilmant |
| 17 | Pieter Baak                     | 1980, 1989, 1999, 2010 | Brons, Zilver, Verguld, Goud | Concertorganisator                                     |
| 18 | Jaap Snijder (1966)             | 2012                   | Zilver                       | Kunstschilder                                          |
| 19 | Mayke Rademakers (1968)         | 2014                   | Zilver                       | Celliste                                               |
| 20 | Matthijs Verschoor (1955)       | 2014                   | Zilver                       | Pianist                                                |
| 21 | Egbert Jan Louwerse (1975)      | 2015                   | Zilver                       | Fluitist                                               |
| 22 | Mirsa Adami (1975)              | 2015                   | Tin                          | Pianiste                                               |
| 23 | Vincent Hildebrandt (1954)      | 2016                   | Zilver                       | Publicist, Organisator                                 |
| 24 | Chris Faddegon (1954)           | 2017                   | Verguld                      | Promotor Franse orgelkunst                             |
| 25 | Daan Manneke (1939)             | 2018                   | Zilver                       | Componist                                              |